# Sophia Brahe
Sophia Brahe (ur. 24 sierpnia 1556 w Kundstrup, zm. w 1643) – duńska astronomka i historyczka.

## Życiorys
Była młodszą o 10 lat siostrą astronoma Tycho Brahe i pomagała mu w obserwacjach astronomicznych, które pomogły stworzyć model orbitowania planet. Tycho Brahe zauważył jej zdolności do nauki, gdy miała 9 lat i sam ją kształcił.
Sophia była także znaną uzdrowicielką, historyczką i botaniczką. Napisane przez nią kroniki historyczne są do dzisiaj przykładem techniki wczesnej metodologii badawczej. Za życia zyskała uznanie prawie równe bratu – nazywano ich "podwójną gwiazdą na duńskim niebie".